# Katelin Petersen
Katelin Petersen (* 8. Februar 1989 in Los Angeles, Kalifornien) ist eine US-amerikanische Schauspielerin und Synchronsprecherin.

## Leben
Petersen spielte seit Ende der 1990er Jahre in einigen Filmen, so unter anderem 1999 als Lizbeth in Jed Nolans Angel on Abbey Street, 2001 als Cassie in Dirk Benedicts Drama Cahoots und 2012 als Katie in The Uninvited Visitor. Zu den Fernsehserien, in denen sie zu sehen ist, gehören Susan (1998), Party of Five (1998), The Adventures of A.R.K. (1998), Star Trek: Raumschiff Voyager, in der sie 1999 in der Doppelfolge Das ungewisse Dunkel die junge Annika Hansen (Seven of Nine) verkörperte, Beverly Hills, 90210 (1999), Für alle Fälle Amy (2004) und Out of Jimmy’s Head (2007). Für ihren Auftritt als Sally Hartsell in der Folge Der Ausreißer der Serie Für alle Fälle Amy bekam sie 2005 eine Young-Artist-Award-Nominierung als Beste Gastdarstellerin in einer Fernsehserie. 2008 gewann sie zusammen mit Jon Kent Ethridge, Dominic Janes, Terrence Hardy Jr., Caden Michael Gray, Austin Rogers, Tinashe, Jonina Gable, Nolan Gould und Nicole Smolen den Young Artist Award in der Kategorie „Herausragende Besetzung in einer Fernsehserie“ für ihr Wirken in Out of Jimmy’s Head. Ebenfalls lieh sie ihre Stimme einigen Figuren in den englischen Versionen verschiedener Produktionen, so etwa der Americus Nation in dem Film Wo dein Herz schlägt (2000), verschiedenen Charakteren in der Animationsserie Robot Chicken (2005–2011) und der Luca in dem Computerspiel Lightning Returns: Final Fantasy XIII (2013).
Ihr Bruder ist der Schauspieler Cole Petersen (* 1992). Seit 2016 ist sie mit Ryan Grady Flook verheiratet.

## Filmografie

### Als Schauspielerin
- 1997: Rhapsody on Rails (Kurzfilm)
- 1998: Susan (Suddenly Susan, Fernsehserie, eine Folge)
- 1998: Party of Five (Fernsehserie, eine Folge)
- 1998: The Adventures of A.R.K. (Fernsehserie, eine Folge)
- 1999: Star Trek: Raumschiff Voyager (Star Trek: Voyager, Fernsehserie, 2 Folgen)
- 1999: Beverly Hills, 90210 (Fernsehserie, eine Folge)
- 1999: The Norm Show (Fernsehserie, eine Folge)
- 1999: Angel on Abbey Street
- 2000: Ein Freund zum Verlieben (The Next Best Thing)
- 2000: Die Nominierung (Running Mates, Fernsehfilm)
- 2000: Der Makler (Terror Tract)
- 2001: Cahoots
- 2003: Wuthering Heights (Fernsehfilm)
- 2003: Mafia Movie Madness (Kurzfilm)
- 2003: Two and a Half Men (Fernsehserie, eine Folge)
- 2004: Oliver Beene (Fernsehserie, eine Folge)
- 2004: Für alle Fälle Amy (Judging Amy, Fernsehserie, eine Folge)
- 2007: Out of Jimmy’s Head (Fernsehserie, 2 Folgen)
- 2011: The Closer (Fernsehserie, eine Folge)
- 2012: The Uninvited Visitor
- 2012: Shake It Up – Tanzen ist alles (Shake It Up, Fernsehserie, eine Folge)
- 2014: Coast Mafia

### Als Synchronsprecherin
- 1988: Mein Nachbar Totoro (となりのトトロ, Tonari no Totoro) …verschiedene Stimmen
- 2000: Wo dein Herz schlägt (Where the Heart Is) … als Americus Nation
- 2005–2011: Robot Chicken (Fernsehserie) …verschiedene Charaktere
- 2013: Lightning Returns: Final Fantasy XIII (ライトニング リターンズ ファイナルファンタジーXIII) (Computerspiel) …als Luca

## Auszeichnungen und Nominierungen
- 2005: Young-Artist-Award-Nominierung als Beste Gastdarstellerin in einer Fernsehserie für die Folge Der Ausreißer der Serie Für alle Fälle Amy
- 2008: Young Artist Award in der Kategorie „Herausragende Besetzung in einer Fernsehserie“ für Out of Jimmy’s Head (geteilt mit Kollegen)[1]